# Duff Point
Der Duff Point ist eine Landspitze, die das westliche Ende von Greenwich Island im Archipel der Südlichen Shetlandinseln darstellt. Gemeinsam mit dem Williams Point auf der gegenüberliegenden Livingston-Insel markiert er die nordwestliche Einfahrt zur McFarlane Strait.
Der britische Seefahrer James Weddell benannte die heute als McFarlane Strait bekannte Meerenge als Duff Strait nach Kapitän Norwich Duff (1792–1862), unter dem Weddell 1814 auf dem Schiff HMS Espoir gedient hatte. Das UK Antarctic Place-Names Committee entschied sich 1961, Weddells Benennung zu bewahren, indem es sie auf die hier beschriebene Landspitze übertrug.